# Jean de La Bruyère
Pour les articles homonymes, voir La Bruyère.
Œuvres principales
- Les Caractères ou Les mœurs de ce siècle

Jean de La Bruyère, né le 16 août 1645 à Paris et mort le 11 mai 1696 à Versailles, est un moraliste français.
La Bruyère est célèbre pour une œuvre unique, Les Caractères ou les Mœurs de ce siècle (1688). Cet ouvrage, constitué d’un ensemble de brèves pièces littéraires, compose une chronique essentielle de l’esprit du XVIIe siècle.
La Bruyère fut l’un des premiers écrivains à mettre en avant le style littéraire, en développant un phrasé rythmé dans lequel les effets de rupture sont prépondérants. Ce style incite à la lecture à haute voix, donnant ainsi à cette activité le statut de jugement moral grâce à l’effet rhétorique obtenu par la lecture orale sur les auditeurs. La Bruyère consacre au demeurant toute une section des Caractères aux effets pervers de l’éloquence. Nombre d’écrivains ont suivi le chemin stylistique tracé par La Bruyère : depuis Marivaux jusqu’à Proust et André Gide, en passant par Balzac.

## Biographie
On a des raisons de penser que Jean de La Bruyère est né dans un village voisin de Dourdan, où sa famille avait des attaches ; on a retrouvé son acte de baptême, qui établit qu’il a été baptisé le 17 août 1645 en l’église Saint-Christophe-en-la Cité, sur l’île de la Cité,. Il est le fils aîné de Louis de La Bruyère, contrôleur général des rentes de l’Hôtel de Ville, bourgeois de Paris, et d’Élisabeth Hamonyn, fille d'un procureur au Châtelet. De nombreux documents attestent que l’écrivain appartient à une famille roturière du monde des procureurs. Son trisaïeul paternel était Jean de La Bruyère, apothicaire dans la rue Saint-Denis ; mais, contrairement à ce qu’avait cru Sainte-Beuve, son bisaïeul n’était pas le chef ligueur Mathias de La Bruyère, lieutenant civil de la prévôté et vicomté de Paris, qui n’est qu’un homonyme : les origines de la famille de « La Bruyère ou Brière » sont à chercher du côté du Perche où un de ses ancêtres était paysan.
 Il est vraisemblablement élevé à l’Oratoire de Paris, et obtient, à 20 ans, le titre de licencié en droit à l’université d’Orléans, après la soutenance de ses thèses sur les tutelles et les dotations le 3 juin 1665. On a la preuve qu’il connaît le grec ancien, et l’allemand — ce qui est inhabituel à cette époque. Il revient vivre à Paris avec sa famille, dont la situation de fortune est modeste, et il est inscrit au barreau, mais plaide peu ou point. Il a longtemps été gêné financièrement ; il doit attendre l’héritage d’un oncle, en 1673, pour pouvoir acheter une charge de trésorier général de France au bureau des finances de la généralité de Caen, charge qui lui apporte un revenu : elle valait une vingtaine de milliers de livres et rapportait environ 12 350 livres par an ; elle conférait en outre l’anoblissement avec le titre d’écuyer.

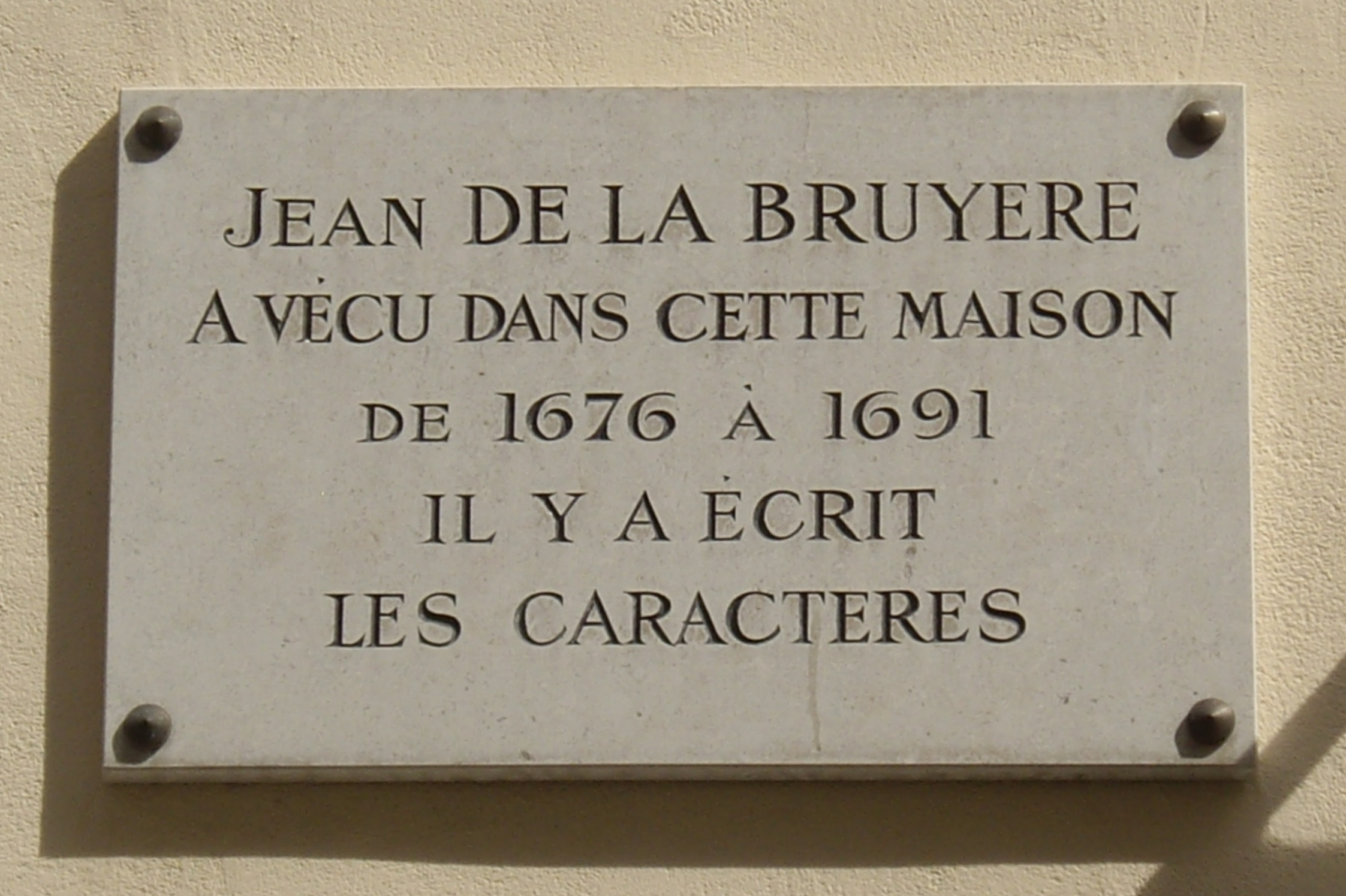
Plaque apposée au 25, rue des Grands-Augustins, à Paris (VIe) où vécut Jean de La Bruyère.

Il effectue le voyage de Normandie pour son installation, en septembre 1674, puis, les formalités remplies, il retourne à Paris, et ne paraît plus à Caen. Il mène une existence de retraite studieuse, vivant petitement, rue des Augustins à Paris. En 1679, un vol de 2 500 livres dans son secrétaire le laisse sans ressources. Il s’engage alors comme précepteur chez le marquis de Soyecourt. Il vend sa charge en 1686.
 La Bruyère connaît ensuite une remarquable ascension sociale qui lui permet d’accéder aux hautes sphères de la société aristocratique française, et d’y obtenir une avantageuse protection. Depuis le 15 août 1684, il est en effet l’un des précepteurs du jeune duc de Bourbon — petit-fils du Grand Condé — ainsi que de Mademoiselle de Nantes, fille naturelle de Louis XIV et de Françoise de Montespan. Cet emploi est confié à La Bruyère, d’après l’abbé d’Olivet, sur la recommandation de Jacques-Bénigne Bossuet, « qui fournissait ordinairement aux princes, a dit Fontenelle, les gens de mérite dans les lettres dont ils avaient besoin ». La Bruyère fréquentait en effet l’évêque de Meaux depuis quelques années. Il s’installe chez son nouveau maître, à l’hôtel de Condé, le 18 février 1685.

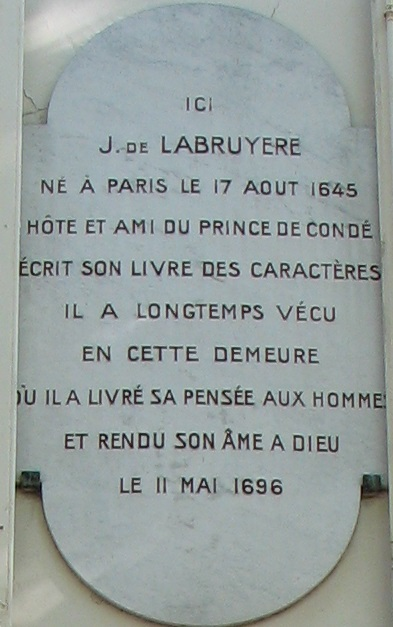
Plaque sur la façade de l’hôtel de Condé, 22, rue des Réservoirs à Versailles.

Le jeune duc de Bourbon était alors âgé de 16 ans, et il venait d’achever sa seconde année de philosophie au collège de Clermont, qui était dirigé par les Jésuites. C’est avec deux répétiteurs jésuites, les pères Alleaume et du Rosel, et avec le mathématicien Sauveur, que La Bruyère partage le soin d’achever l’éducation du jeune duc, auquel il est chargé d’enseigner, pour sa part, l’histoire, la géographie et les institutions de la France. La tâche est ingrate et l’élève, épileptique et inappliqué, traverse parfois des crises redoutables. Condé suit de près les études de son petit-fils, et La Bruyère, comme les autres maîtres, doit lui faire connaître le programme de ses leçons et les progrès de son élève, qui, à vrai dire, était assez médiocre. Le 24 juillet 1685, le duc de Bourbon épouse Mlle de Nantes, qui est âgée de onze ans et dix mois ; La Bruyère est invité à partager ses leçons entre les deux jeunes époux. Le 11 décembre 1686, le Grand Condé meurt à Fontainebleau, et l’éducation du duc de Bourbon, devenu duc d’Enghien, est considérée comme terminée. La Bruyère reste néanmoins dans la maison de Condé en qualité de « gentilhomme ordinaire de Monsieur le Duc », chargé de la bibliothèque. Il loge à l’hôtel du prince à Versailles, au Petit Luxembourg à Paris, et au château de Chantilly. Au sein de la maison des Condé, la morgue et le goût de l’esprit sont poussés parfois jusqu’à la plus extrême cruauté, comme en témoigne Saint-Simon. « Sa férocité était extrême et se montrait en tout. C’était une meule toujours en l’air, qui faisait fuir devant elle, et dont ses amis n’étaient jamais en sûreté, tantôt par des insultes extrêmes, tantôt par des plaisanteries cruelles en face, et des chansons qu’il savait faire sur-le-champ, qui emportaient la pièce et qui ne s’effaçaient jamais… Il se sentait le fléau de son plus intime domestique… » La Bruyère, qui a naturellement l’humeur sociable et le désir de plaire, a dû souffrir de sa condition obscure et de sa position subalterne de « gentilhomme » domestique, qui lui imposait l’obligation de défendre sa dignité. Il évita néanmoins les persécutions auxquelles était en butte le pauvre Santeul, mais on sent l’amertume de l’amour-propre blessé dans les plus âpres passages de son chapitre Des Grands. Il visite plusieurs fois Boileau dans sa maison d'Auteuil, et lui fait lecture d'extraits du livre qu'il prépare, inspiré des Caractères de Théophraste. Boileau dira de lui : « C'est un fort honnête homme, et à qui il ne manquerait rien, si la nature l'avait fait aussi agréable qu'il a envie de l'être. Du reste, il a de l'esprit, du savoir et du mérite. » 

### Le succès
La première édition des Caractères paraît à Paris, chez Étienne Michallet, à l’automne de 1687, sous ce titre : les Caractères de Théophraste, traduits du grec, avec les Caractères ou les Mœurs de ce siècle. L’ouvrage comptait cent pages de traduction et deux cents pages originales. Le nom de l’auteur ne figura sur aucune édition publiée de son vivant. Cette première édition qui contenait surtout des remarques, et presque point de portraits, connut un succès très vif tout de suite. Dès lors, la biographie de La Bruyère se confond à partir de 1688 avec la vie de son ouvrage. Deux autres éditions parurent dans la même année 1688, sans que La Bruyère eût le temps de les augmenter notablement. En revanche, la 4e édition (1689) reçut plus de trois cent cinquante caractères inédits ; la cinquième (1690), plus de cent cinquante ; la sixième (1691) et la septième (1692), près de quatre-vingts chacune ; la huitième (1693), plus de quarante, auxquels il faut ajouter le Discours à l’Académie. Seule la 9e édition (1696), qui parut quelques jours après la mort de La Bruyère, mais revue et corrigée par lui, ne contenait rien d’inédit. La vente de son ouvrage n’enrichit point La Bruyère, qui d’avance en avait destiné le produit à doter la fille de son libraire Michallet — cette dot fut ainsi de 100 000 F à 300 000 F.

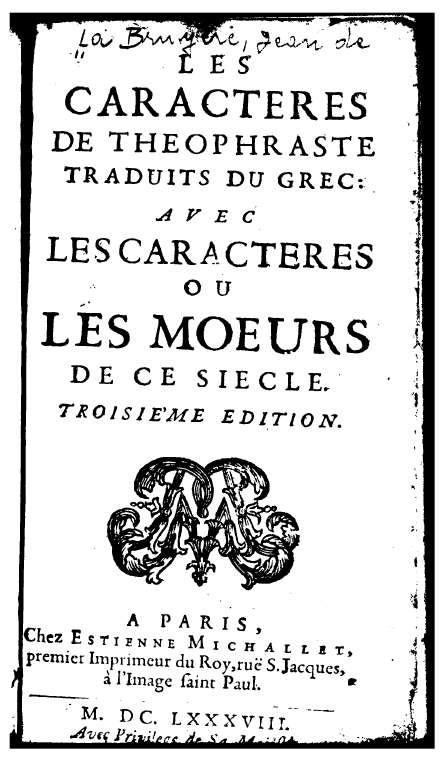
Page de garde de la troisième édition datée de 1688.
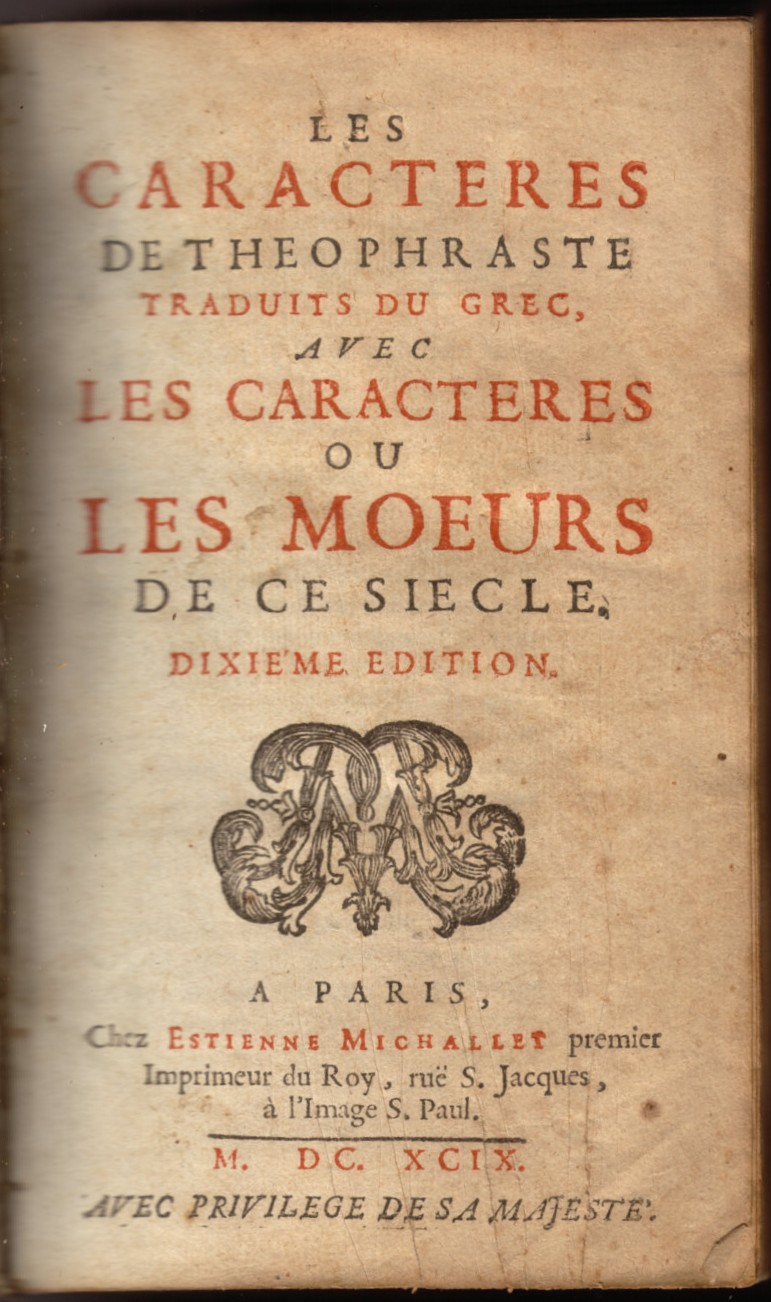
Page de garde de la dixième édition datée de 1699.

### La Bruyère à l’Académie
La Bruyère se présente à l’Académie française en 1691, et c’est Étienne Pavillon qui est élu. Il se représente deux ans plus tard, chaudement recommandé par le contrôleur général Pontchartrain, et cette fois il est élu, le 14 mai 1693, en remplacement de l’abbé de La Chambre, et malgré l’opposition de Fontenelle, de Thomas Corneille et des Modernes. Son discours de réception, qu’il prononce le 15 juin de la même année, soulève des orages. Il y fait l’éloge des champions du parti des Anciens, Bossuet, Boileau, La Fontaine et Racine. Il dénonce aussi les Partisans (P.T.S.), ces parvenus ignorants et outrageusement enrichis, chargés du recouvrement des impôts. Mais en contestant, au sein de l’Académie, la valeur de Corneille comparé à Racine, il inflige un véritable camouflet au frère du dramaturge, Thomas Corneille, et à son neveu, Fontenelle, qui siègent tous deux comme académiciens. Il est alors violemment attaqué dans le Mercure galant, le journal des Modernes, qu’il a placé jadis « immédiatement au-dessous de rien » ; les principaux rédacteurs de cette revue ne lui pardonnent pas d’avoir exalté Racine aux dépens de Corneille, et publient une critique au vitriol du discours de réception à l’Académie, dont « toute l’assemblée a jugé qu’il « était immédiatement au-dessous de rien » », retournant ainsi contre La Bruyère les termes mêmes dont il s’était servi pour qualifier le Mercure Galant. La Bruyère réplique à l’article du Mercure dans la préface de son discours, et il se venge de Fontenelle en publiant, dans la 8e édition de son livre, le caractère de Cydias, dont tout le monde reconnut l’original.

### Fin de vie
Les dernières années de la vie de La Bruyère sont consacrées à la préparation d’un nouvel ouvrage, dont il avait pris l’idée dans ses fréquents entretiens avec Bossuet, à savoir les Dialogues sur le Quiétisme, qu’il laissa inachevés. En philosophe chrétien, La Bruyère saisissait ainsi l’occasion d’attaquer la doctrine défendue par Madame Guyon et par Fénelon. Ces Dialogues ont été publiés après sa mort, en 1698, par l’abbé Elies du Pin, docteur en Sorbonne, qui compléta les sept dialogues trouvés dans les papiers de La Bruyère, par deux dialogues de sa façon. Il est probable qu’il ne se gêna point non plus pour remanier les sept premiers ; mais, avec cette réserve, l’authenticité des Dialogues, qui n’était point admise par Walckenaër, paraît certaine au plus récent éditeur de La Bruyère, Gustave Servois. Ajoutons que l’on a vingt lettres de La Bruyère, dont dix-sept sont adressées au prince de Condé, et nous aurons achevé l’énumération de ses œuvres complètes.
Il meurt à Versailles, dans la nuit du 10 au 11 mai 1696, d’une attaque d’apoplexie. Le récit de sa fin nous a été transmis par une lettre d’Antoine Bossuet, frère de l’évêque de Meaux. « J’avais soupé avec lui le mardi 8, écrit-il ; il était très gai et ne s’était jamais mieux porté. Le mercredi et le jeudi même, jusqu’à neuf heures du soir, se passèrent en visites et en promenades, sans aucun pressentiment ; il soupa avec appétit, et tout d’un coup il perdit la parole et sa bouche se tourna. M. Félix, M. Fagon, toute la médecine de la cour vint à son secours. Il montrait sa tête comme le siège de son mal. Il eut quelque connaissance. Saignée, émétique, lavement de tabac, rien n’y fit… Il m’avait lu deux jours auparavant des Dialogues qu’il avait faits sur le quiétisme, non pas à l’imitation des Lettres Provinciales (car il était toujours original), mais des dialogues de sa façon. C’est une perte pour nous tous ; nous le regrettons sensiblement. » Bossuet lui-même écrivait de son côté le 28 mai : « Toute la cour l’a regretté, et monsieur le Prince plus que tous les autres. » Saint-Simon en a dit : « Le public perdit bientôt après (1696) un homme illustre par son esprit, par son style et par la connaissance des hommes : je veux dire La Bruyère, qui mourut d’apoplexie à Versailles, après avoir surpassé Théophraste en travaillant d’après lui, et avoir peint les hommes de notre temps, dans ses nouveaux caractères, d’une manière inimitable. C’était d’ailleurs un fort honnête homme, de très bonne compagnie, simple, sans rien de pédant, et fort désintéressé. Je l’avais assez connu pour le regretter, et les ouvrages que son âge et sa santé pouvaient faire espérer de lui. »
La Bruyère mourut célibataire et pauvre. Sa mort, « si prompte, si surprenante », suivant les expressions de son successeur à l’Académie, l’abbé Claude Fleury, fit naître le soupçon qu’il aurait été empoisonné.
Sa sépulture, initialement dans l'église basilique Saint-Julien de Versailles, détruite en 1797, n'est pas connue,.

## Éditions
- La Bruyère, Œuvres complètes, Gustave Servois, Les Grands écrivains de la France, 1865-1882
- La Bruyère, Les Caractères, par Robert Garapon, Classiques Garnier, 1962
- La Bruyère, Les Caractères, par Louis Van Delft, Imprimerie nationale, 1998
- La Bruyère, Les Caractères de Theophraste traduits du Grec avec les Caractères ou les moeurs de ce siècle, édition critique par Marc Escola, Honoré Champion, 1999.
- La Bruyère (préf. Emmanuel Bury), Les Caractères, Le Livre de Poche, 2004, 644 p. (ISBN 2-253-01505-9)